# 蔡珮玲
蔡珮玲（1976年4月8日—），台灣電影美術工作者。

## 生涯
1996年二月進入廣告圈擔任美術設計至今逾二十年，參與超過七百支廣告。
2008年起擔任電影美術指導及藝術總監, 參與的《如夢》、《星空》、《南方小羊牧場》、《血觀音》、《夕霧花園》《小雁與吳愛麗》入圍金馬獎最佳美術設計，並同時以《夕霧花園》獲得第56屆金馬獎最佳造型設計。擔任美術指導之《擺渡人》則獲得第54屆金馬獎最佳美術設計。
以《南方小羊牧場》《星空》獲得臺北電影節最佳整體技術獎,2014年以《迴光奏鳴曲》獲第9屆華語青年影像論壇年度新銳美術師。
曾擔任第55屆金馬獎和第59屆金馬獎複審及決審評審；第54屆、第56屆及第59屆金鐘獎複審及決審評審；2020年臺北電影獎複審及決審評審。2021年高雄電影節 及桃園電影節評審；2022年金穗獎決審評審。

## 電影美術作品
- 2008年 《花吃了那女孩》
- 2009年 《霓虹心》
- 2010年 《獵豔》
- 2010年 《如夢》
- 2011年 《茱麗葉》
- 2011年 《昨日的記憶》
- 2012年 《星空》
- 2013年 《南方小羊牧場》
- 2013年 《臺北工廠》 ( 美好的旅程 )
- 2014年 《迴光奏鳴曲》
- 2014年 《臺北工廠ll》 ( 顫慄 )
- 2015年 《念念》
- 2016年 《擺渡人》
- 2017年 《血觀音》
- 2019年 《夕霧花園》
- 2021年 《鱷魚》
- 2023年 《富都青年》
- 2023年 《粽邪3鬼門開》
- 2023年 《莎莉》
- 2024年 《小雁與吳愛麗》
- 2025年 《深度安靜》

## 舞台設計作品
- 2014年 非常林奕華《紅樓夢》WHAT IS SEX？

## MV美術指導作品
- 2024年 NewJeans (뉴진스) 'How Sweet' Official MV

## 獎項
| 年份   | 頒獎典禮              | 獎項           | 影片             | 結果 |
| ------ | --------------------- | -------------- | ---------------- | ---- |
| 2009年 | 第46屆金馬獎          | 最佳美術設計   | 《如夢》         | 提名 |
| 2012年 | 第49屆金馬獎          | 最佳美術設計   | 《星空》         | 提名 |
| 2013年 | 第15屆臺北電影獎      | 最佳整體技術獎 | 《南方小羊牧場》 | 獲獎 |
| 2013年 | 第50屆金馬獎          | 最佳美術設計   | 《南方小羊牧場》 | 提名 |
| 2014年 | 第9屆華語青年影像論壇 | 年度新銳美術師 | 《迴光奏鳴曲》   | 獲獎 |
| 2017年 | 第54屆金馬獎          | 最佳美術設計   | 《血觀音》       | 提名 |
| 2019年 | 第56屆金馬獎          | 最佳美術設計   | 《夕霧花園》     | 提名 |
| 2019年 | 第56屆金馬獎          | 最佳造型設計   | 《夕霧花園》     | 獲獎 |
| 2024年 | 第61屆金馬獎          | 最佳美術設計   | 《小雁與吳愛麗》 | 提名 |
| 2025年 | 第27屆台北電影獎      | 最佳美術設計   | 《小雁與吳愛麗》 | 提名 |

## 外部連結
- 蔡珮玲微博 （页面存档备份，存于）
- 臺灣電影網介紹蔡珮玲